# رشته‌کوه‌های تانزاوا
سلسله کوه‌های تانزاوا (به ژاپنی: 丹沢主脈 Tanzawa-shumyaku) در استان کاناگاوا (神奈川県) قرار دارد و یکی از سلسله کوه‌های تشکیل دهندهٔ منطقه کوهستانی تانزوا (丹沢山地) است.

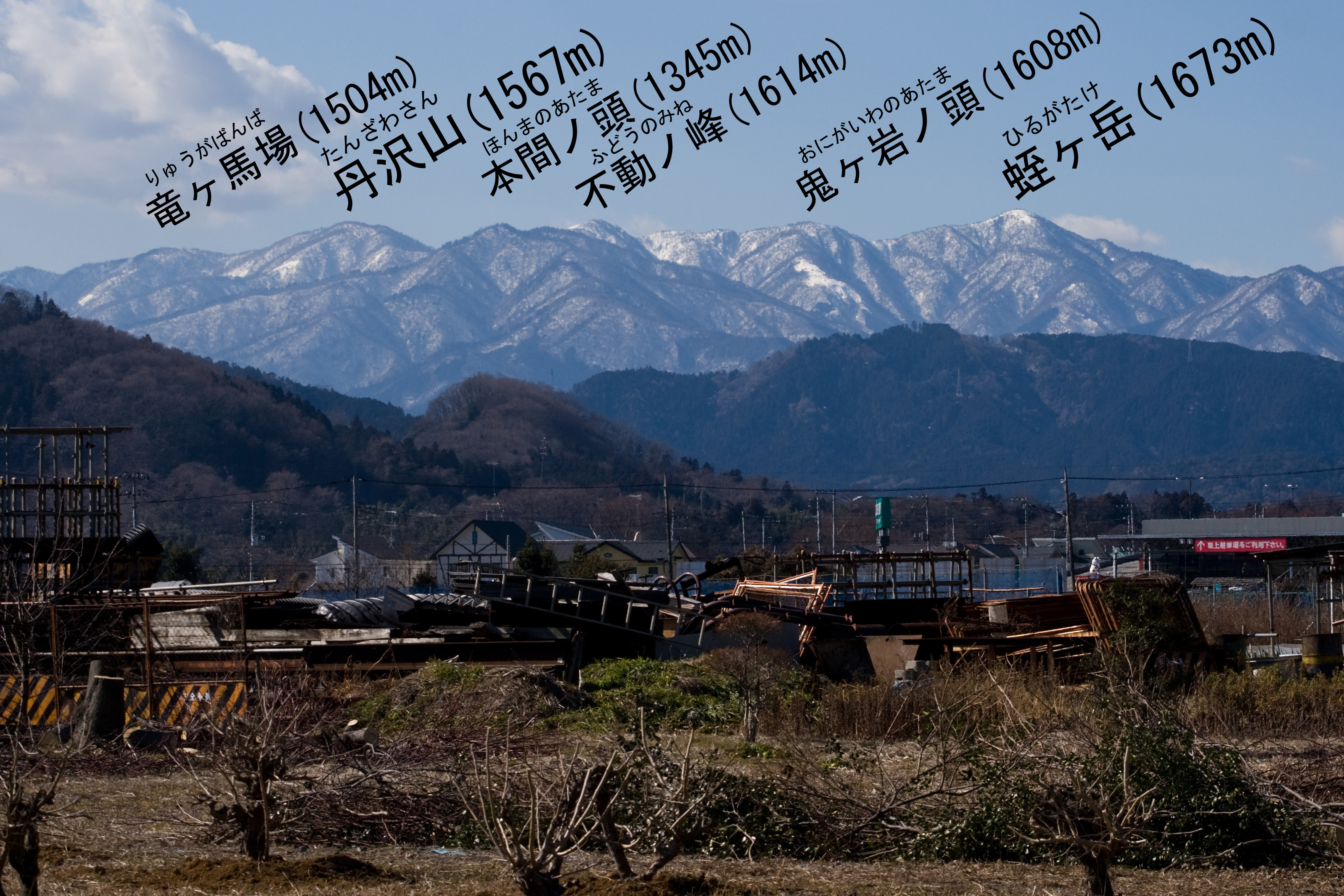
سلسله کوه‌های تانزاوا.

## کوه‌های تشکیل‌دهنده
- کوه تونوداکه
- کوه هیروگاتاکه
- کوه تانزاوا
- کوه فورو
- کوه اونو (کاناگاوا)
- کوه یاکه (تانزاوا)

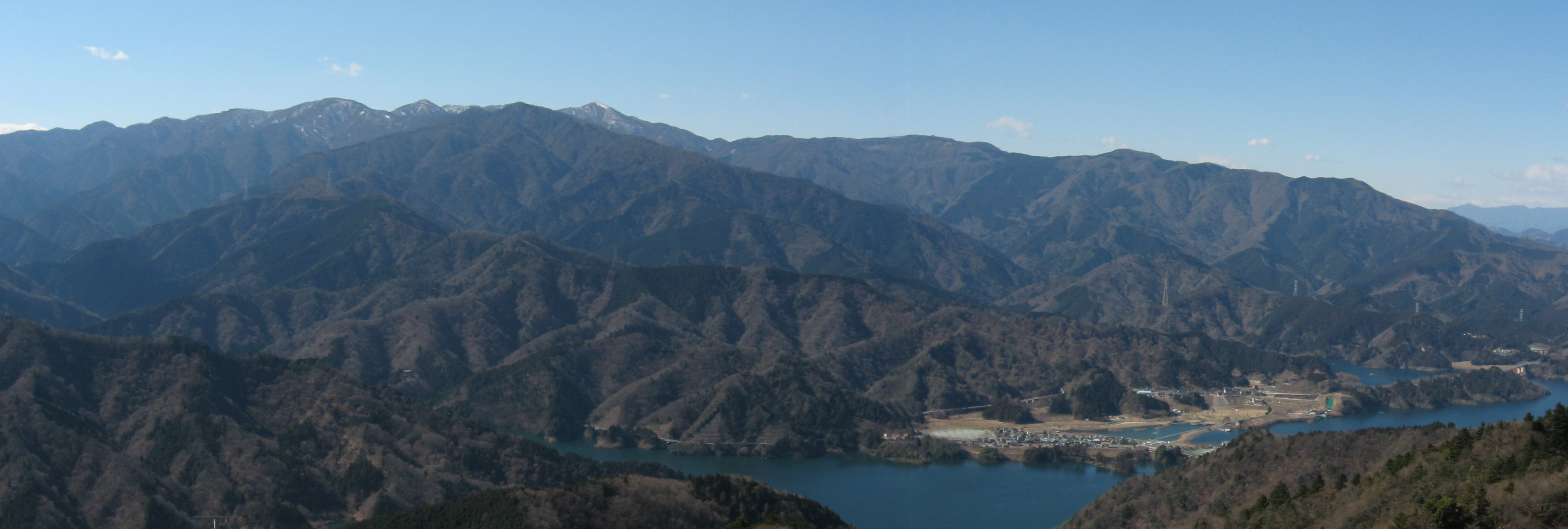
رشته کوه‌های تانزاوا
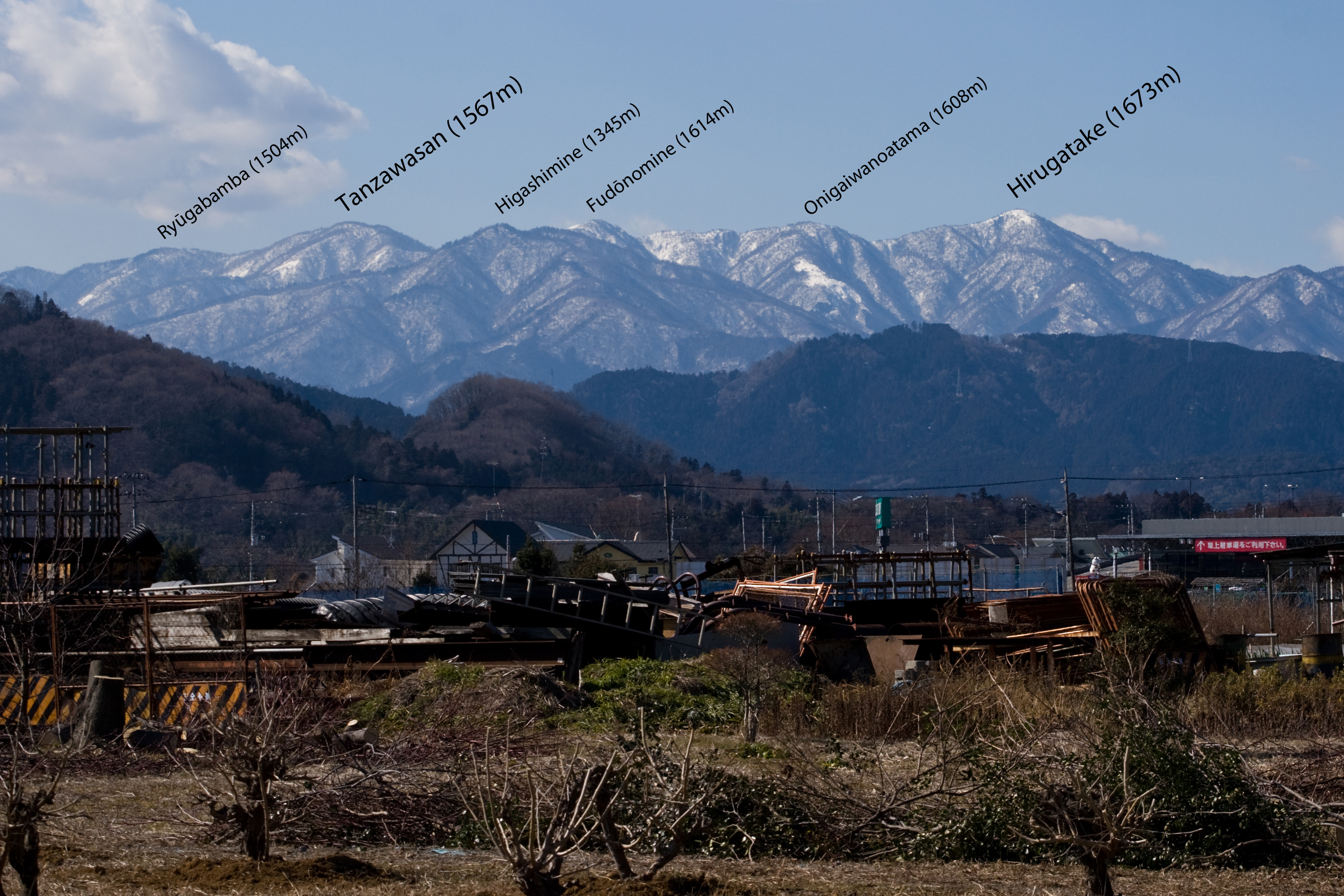
رشته کوه‌های تانزاوا محل عکسبرداری ساگامی‌هارا